# Tyrannochthonius spinatus
Tyrannochthonius spinatus är en spindeldjursart som beskrevs av Hong 1996. Tyrannochthonius spinatus ingår i släktet Tyrannochthonius och familjen käkklokrypare. Inga underarter finns listade i Catalogue of Life.